# Burgruine Milnrode
Die Burgruine Milnrode ist eine abgegangene Spornburg oberhalb vom Bad Hersfelder Stadtteil Asbach im Landkreis Hersfeld-Rotenburg in Hessen, auf einem niedrigen Bergsporn im Asbachtal, auf 270 m ü. NN im Knüllgebirge.
Der Burgstall liegt heute mitten im Wald, ohne Besiedlung in unmittelbarer Nähe, am Hang der Eschenskuppe (397 m ü. NN). Die Bundesautobahn 4 führt in unmittelbarer Nähe, über die Asbachtalbrücke, an der Burgruine vorbei.

## Burgname
Der Burgname wurde in keiner mittelalterlichen Urkunde genannt. Die ersten Belege auf den ehemaligen Namen und die Besitzverhältnisse der Burg stammen aus dem 16. Jahrhundert. Hier heißt es in einer Urkunde aus dem Jahr 1578, Äcker und Wiesen „gelegenn böber (oberhalb) dem dorf Aspach zue Milnrode, so etwa derenn vonn Milnrode geweßen“, genannt. Weiterhin wurden die Ortsbezeichnungen „Mylenrode“, „zu Milnrode“ oder „im Milnröder Grund“ genannt, die sich dem heutigen Asbachtal zuordnen lassen. In der Karte von J.G. Schleenstein (1704 bis 1710) tauchen die Namen „Milleroder Ruck“ und „Milleroder Grunt“ auf.
Im Asbacher Kataster von 1765 wurden die Namen „Land an der Burg“, die „oberste Burgwiese“ und die „unterste Burgwiese“ genannt. Auch heute noch heißt der Wiesenbereich unterhalb der Burgruine „In der Burg“ und der Wald auf dem Geländesporn nördlich des Halsgrabens heißt „Burg“.
Somit kann man mit einiger Sicherheit auf dem Burgnamen Milnrode und den Dienstadligen der von Milnrode als Besitzer schließen. Die Familie von Milnrode waren einflussreiche Ministeriale der Abtei Hersfeld vom 12. bis in das 14. Jahrhundert.
Die Herren von Milnrode waren zwischen 1430 und 1455 in Friedewald (siehe Wasserburg Friedewald), Motzfeld (heute Ortsteil von Friedewald) und Ausbach (heute Ortsteil von Hohenroda) begütert. Die Herren von Milnrode erhielten etwa drei Jahrhunderte vorher die Burg oberhalb von Alsbach vom Abt zu Lehen – deren Name dann auf die Burg überging. Somit waren sie auch in dieser Umgebung begütert. Beurkundet sind die Orte Kircheim, Gittersdorf (heute Ortsteil von Neuenstein), Asbach und Beiershausen. Bei Motzfeld liegt auch eine Wüstung Namens Milnrode. Daher stammte die Familie ursprünglich wohl aus diesem Ort und der Ortsname ging auf den Namen der Familie über.

## Umgebung
Die Gegend um die Burg war früher dicht besiedelt. Da diese Burg im Tal (Niederungsburg), in der Nähe von landwirtschaftlich genutztem Land und bäuerlichen Siedlungen, erbaut wurde, ist sie eine typische Ministerialenburg. Damit lässt sich noch die Nähe dieses neuen Standes der Ministerialen zur bäuerlichen Bevölkerung erkennen, aus denen sich der neue Stand rekrutierte.
Es gab in der Nähe mindestens drei Dörfer. Der nächstgelegene Ort war Walgemach (vermutlich ist das der Ort, der urkundlich als Wallingebach bekannt ist) in einem kleinen Seitental des Asbachs gelegen. Weiter talaufwärts, oberhalb der heutigen Asbachtalbrücke, lagen zwei weitere Orte: der eine hieß Emkerode, der Name des anderen Ortes ist nicht bekannt. Dazwischen liegt der Illersrück (ein Bergrücken, der in das Asbachtal abfällt), was darauf hindeutet, dass an seinem Fuß einmal eine Töpferei existierte (Iller, Euler, Ulner = Töpfer). Alle diese Siedlungen waren spätestens seit dem späten Mittelalter zu Wüstungen geworden. Ihre lage wurde durch Scherbenfunde ermittelt. Weiterhin ist ein Gutshof Namens Schuchhof beurkundet; wo er genau lag, ist nicht bekannt. Reste dieser Siedlungen sind heute nicht mehr sichtbar.

## Beschreibung

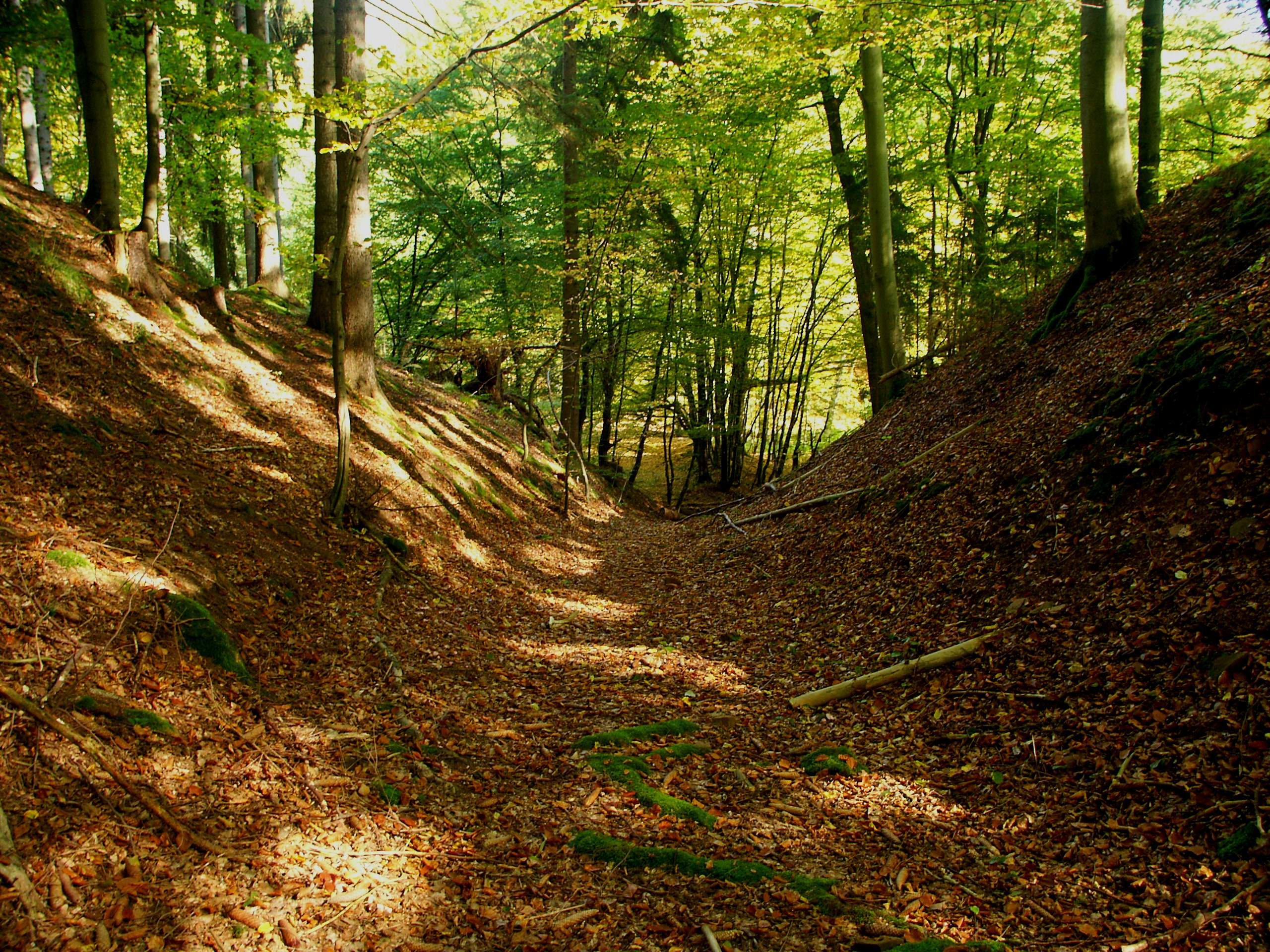
Der Halsgraben der Burg

Die Burganlage war etwa 55 Meter Lang und 23 Meter breit. Der nur 15 Meter über dem Talniveau liegende Geländesporn wurde an der nördlichen Seite der Burg durch einen Halsgraben vom restlichen Berg getrennt. Der Graben ist heute noch etwa fünf Meter tief, oben 19 Meter breit und etwa 80 Meter lang. Südlich des Grabens schließt sich die rechteckige Oberburg an. An der südlichen Flanke der Oberburg, etwa drei Meter tiefer an der Spitze des Geländesporns, lag die Unterburg.
Zwischen 1957 und 1967 fanden an der Burg Ausgrabungen statt. Sie wurden unter der Leitung von Studienrat i. R. Heinrich Falk (1882–1966) und dem Kunsthistoriker Otto Bramm (1897–1986) geleitet. Bei diesen Ausgrabungen wurden keine Vorgängerbauten festgestellt. Es ist daher anzunehmen, dass die Herren von Milnrode diese Niederungsburg im Auftrag des Abtes hier neu erbauten und diese daher auch nach dem Familiennamen benannt wurde.
Die Grundmauern der Oberburg wurden ergraben, die es ermöglichten, die Anlage zu rekonstruieren. Die Funde erlaubten unabhängig von den wenigen schriftlichen Hinweisen auch eine Datierung. 1988 wurde das Gelände wieder verfüllt. Die Grundmauern machte man kenntlich, indem man sie etwas über das heutige Bodenniveau aufmauerte. Im Wesentlichen stammen die heute sichtbaren Mauerreste von dieser Aufmauerung aus den 1980er Jahren.

### Oberburg

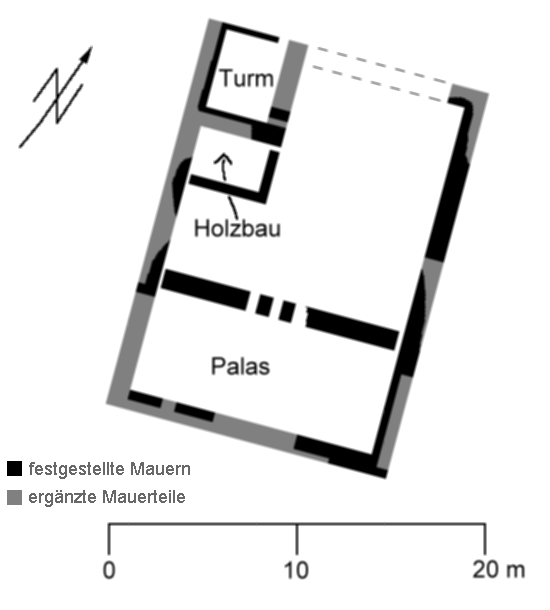
Grundriss der Oberburg

Die Oberburg war ein rechteckiger Bau, der etwa 22 Meter lang und 15 Meter breit war. An der nördlichen Seite befindet sich der Halsgraben. Dort befand sich daher wohl auch das Burgtor mit einer Zug- oder Klappbrücke, die den Halsgraben überspannte. Die dem Hang zugewandte nördliche Burgseite war die Hauptangriffsseite, und daher werden die quadratischen Grundmauern in der nordwestlichen Ecke als die des Bergfrieds angesehen. Ihm schloss sich an der westlichen, etwa 1,8 Meter dicken Ringmauer, ein Gebäude mit nur etwa 80 cm dicken Mauern an. Da man in diesem Bereich verkohlte Holzbalken fand, geht man davon aus, dass dieses Gebäude auf dem gemauerten Sockel als Holzbau ausgeführt war.
Im südlichen, etwas tiefer gelegenen Teil der Oberburg trennt eine 1,38 Meter dicke Mauer über die gesamte Breite der Burg ein weiteres, sieben Meter breites und 15 Meter langes Gebäude ab. Zum Burghof hin gab es in diesem Gebäude drei Durchgänge. Nach den Grabungsergebnissen wurde diese Wand nach der Ringmauer erbaut. Es ist anzunehmen, dass dies der Palas war.
Zwischen dem Holzbau und dem Palas fand man zahlreiche Kacheln eines Ofens. Daher geht man davon aus, dass es hier auch ein Gebäude gegeben hat (eventuell ein älterer, kleinerer Palas), von dem aber keine Grundmauern mehr festgestellt werden konnten.

### Zweite Ringmauer und Unterburg
Einen weiteren Mauerrest fand man außerhalb der Oberburg, an der südwestlichen Seite der Anlage. Die heute nicht mehr sichtbare, 19 Meter lange und 1,38 Meter dicke Mauer liegt auf halber Höhe auf dem Geländesporn. Man nimmt an, dass es sich hier um den Rest einer zweiten Ringmauer handelt, der sich ursprünglich rund um die Burg bzw. den Bergsporn zog und die dreieckige Unterburg, an der südlichen Oberburgseite, vor dem Palas, von der Umgebung abschloss. Die Unterburg war etwa 18 Meter lang und 20 Meter breit. Wann diese zusätzliche Ringmauer erbaut wurde, ist nicht feststellbar. Ob es in der Unterburg weitere Gebäude gab, ist ebenfalls nicht bekannt, da hier keine Ausgrabungen durchgeführt wurden.
Rund um den Geländesporn führen Forstwege, die um 1900 angelegt wurden. Dabei wurden Teile dieser Mauer und eventuell auch die Reste eines damals vorhandenen Hanggrabens vor dieser Ringmauer zerstört.

## Geschichte
Im Jahre 1184 wurde erstmals ein Mitglied der Familie Milnrode genannt. Es war Folpertus de Milnrode, ein Ministeriale der Abtei Hersfeld. Das umfangreiche Fundmaterial aus den Ausgrabungen stammte mehrheitlich aus dem 12. und 13. Jahrhundert. an nimmt daher an, dass die Burg vor dem Jahr 1184 erbaut wurde.
Im Jahr 1455 starben die Herren von Milnrode im Mannesstamm aus. Die Burg wurde vermutlich in dieser Zeit verlassen und verfiel. Kriegerische Handlungen in Zusammenhang mit der Burg sind nicht bekannt.
Da viele Besitzungen der Familie von Milenrode im 15. und 16. Jahrhundert als Besitz der Herren von Buchenau genannt wurden, traten sie wohl das Erbe der Ministerialenfamilie an.
Laut einer Urkunde von 1578 erwarb die Abtei Hersfeld Land und Güter „zu Mühlenrode“. Zu dieser Zeit stand hier ein Gutshof, der von einem Hofmann Schuch bewirtschaftet wurde. Dieser Hof, der 1610 Schuchhof genannt wird, wurde in diesem Jahr aufgegeben. Spätestens im Dreißigjährigen Krieg wurden dann auch alle anderen Ansiedlungen in der Umgebung der Burg verlassen.